# جورج كانسيكو
جورج كانسيكو هو ملحن فلبيني، ولد في 23 أبريل 1934 في Naic ‏ في الفلبين، وتوفي في 19 نوفمبر 2004 في مانيلا في الفلبين.

## وصلات خارجية
- جورج كانسيكو على موقع IMDb (الإنجليزية)
- جورج كانسيكو على موقع ميوزك برينز (الإنجليزية)
- جورج كانسيكو على موقع قاعدة بيانات الفيلم (الإنجليزية)